# 경찰+칠득이와 너털도사
"경찰+칠득이와 너털도사"는 1990년에 개봉한 대한민국의 영화이다.

## 캐스팅
- 손영춘
- 장영훈
- 장동일
- 이대로
- 연운경
- 박건식
- 남성식
- 전은미
- 박용식
- 오기환
- 박춘길
- 박세범
- 임주연
- 이태용
- 김연화
- 남정아
- 정상권
- 남진모
- 이응준
- 윤연규
- 장팔
- 양지웅
- 김연태
- 박성호
- 정영호
- 홍상석
- 김수겸
- 김영창